# Бомон Пјед де Боеф (Мајен)
Бомон Пјед де Боеф (фр. Beaumont-Pied-de-Bœuf) насеље је и општина у западној Француској у региону Лоара, у департману Мајен која припада префектури Шато Гонтје.
По подацима из 2004. године у општини је живело 198 становника, а густина насељености је износила 14 становника/km². Општина се простире на површини од 13,31 km². Налази се на средњој надморској висини од 75 метара (максималној 89 m, а минималној 38 m).

## Демографија
| 1962. | 1968. | 1975. | 1982. | 1990. | 1999. | 2004. | 2011. |
| ----- | ----- | ----- | ----- | ----- | ----- | ----- | ----- |
| 220   | 240   | 202   | 180   | 186   | 190   | 198   | 216   |

График промене броја становника у току последњих година